# ويليام كاميرون (سياسي)
ويليام كاميرون هو سياسي كندي، ولد في 25 سبتمبر 1847، وتوفي في 11 ديسمبر 1920 في كندا. حزبياً، نشط في جمعية المحافظين التقدمية لنوفا سكوشا. وقد انتخب عضو مجلس نواب نوفا سكوتيا.